# Tanarthrus occidentalis
Tanarthrus occidentalis är en skalbaggsart som beskrevs av Chandler 1979. Tanarthrus occidentalis ingår i släktet Tanarthrus och familjen kvickbaggar. Inga underarter finns listade i Catalogue of Life.